# الحرب الأهلية الليتوانية (1700)

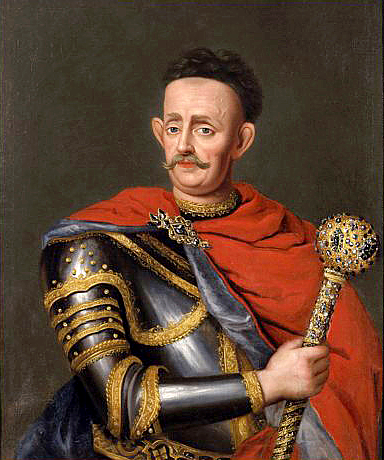

يشير مصطلح الحرب الأهلية الليتوانية (بالليتوانية: Lietuvos vidaus karas (1697–1702 m.))‏ إلى الصراع المسلح الذي امتد من عام 1697 إلى عام 1702 بين عائلة سافيا التي كانت تسيطر على شؤون الحكم في دوقية ليتوانيا الكبرى وبين تحالف من العائلات النبيلة المعارضة لها والذي عُرف بتحالف الجمهوريين. ضم هذا التحالف عائلات رادزويل وباك وويسنوكي وأوغينسكي بالإضافة لعائلة الشلختا التي عارضت الضرائب المفروضة عليها لتمويل الجيش الليتواني.

## خلفية
سيطرت عائلة سافيا على جميع المناصب الرفيعة في دوقية ليتوانيا الكبرى في أواخر القرن السابع عشر، وبحلول عام 1700 تبوأ جان كازيميرز سافيا منصب الهيتمان (أعلى رتبة عسكرية في البلاد) وألكسندر باوي سافيا منصب المارشال الليتواني الأول وبينيديكت باوي سافيا منصب البودسكاربي (وزير الخزانة والمالية).
كان لعائلة سافيا تأثير كبير أيضًا في الديوان الملكي، وتمكنت من إصدار وتنفيذ المراسيم والقرارات التي تعزز سيطرتها وتضر بمصالح العائلات الأخرى ن وقد أدى ذلك لتشكيل تحالف من العائلات النبيلة الأخرى مع الملك ضدها، ومع ذلك لم يجرؤ أحد على تحدي عائلة سافيا علانية باستثناء أسقف فيلنيوس كونستانتي كازيميرز برزوستوفسكي الذي كان مقربًا من دوق ليتوانيا الكبرى جون الثالث سوبيسكي، ومن دوقة ليتوانيا أيضًا.

### المواجهة بين برزوستوفسكي وجان سافيا
1693
أمر هيتمان ليتوانيا جان كازيميرز سافيا بإيواء جنود الجيش الليتواني في قصور تابعة للأسقف برزوستوفسكي، ومع ذلك لم يُسمح بدخول الجيش إلا في عقارات الدولة ومُنع من الدخول إلى ممتلكات الكنيسة. بدأ برزوستوفسكي دعوى قانونية ضد سافيا والتي انتهت بدفع تعويض مالي من العائلة له، لم يكتفِ الأسقف بالتعويض بل أبلغ الملك أن عائلة سافيا بعلاقتها مع النمسا تريد خلع الملك وتتويج أحد أفراد العائلة بدلًا منه، وبعد حصول الأسقف على مرسوم ملكي يحميه بدأ في التحدي العلني لعائلة سافيا.
1694
حرم الأسقف برزوستوفسكي جان سافيا في 18 أبريل 1694 ومنعه من دخول جميع كنائس ليتوانيا، ومع ذلك ظل الجيش الليتواني مخلصًا للهيتمان، وفي نفس المساء اجتمع جميع نبلاء فيلنيوس في قصر سافيا ورفضوا الحرمان الذي أصدره الأسقف لأن كل الأديرة في ذلك الوقت كانت تعتمد على تبرعات عائلة سافيا، وفي صبيحة اليوم التالي توجه جان سافيا عمدًا إلى الكنيسة لحضور القداس، وأبلغ رؤساء الأديرة برزوستوفسكي أنهم سيتجاهلون الحرمان الذي أصدره لأنهم لا يطبقون إلا تعليمات الفاتيكان.
قاد الهيتمان جان سافيا مع ولي العهد ستانيسلاف جان جابكونوفسكي في 6 أكتوبر 1694 قوات دوقية ليتوانيا الكبرى ومملكة بولندا للانتصار على العثمانيين والتتار، وبعد المعركة أرسل جابونوفسكي رسالة إلى البابا إنوسنت الحادي عشر يمدح فيها جان سافيا، واضطر الأسقف برزوستوفسكي لمغادرة روما دون ربح أي شيء ضد سافيا، ورحبت الجماهير بجان سافيا بصفته منتصرًا عندما عاد إلى فيلنيوس. انقسم نبلاء ليتوانيا في تلك الفترة لقسمين: الموالون لعائلة سافيا والمعارضون لها.

## الحرب الأهلية
توفي الملك سوبيسكي في عام 1696، وبدأ التحالف المناهض لعائلة سافيا في ساموغيتيا والجزء الشرقي من ليتوانيا في تحدي عائلة سافيا علنًا.
شكل أعداء سافيا اتحادًا عسكريًا في عام 1697، وتمكن هذا التحالف من التأثير على جزء من الجيش الليتواني، ونهبوا ممتلكات عائلة سافيا، لكن هذا التحالف هزم في معركتي أوغينسكي وجوربورك. وقع الطرفان على اتفاقية في وارسو لكن الطرفان لم يكونا راضيين عنها. طالب التحالف بتحقيق المساواة في المناصب بين ليتوانيا وبولندا، وهو الأمر الذي تحقق في مجلس النواب الملكي في عام 1697، وكان الهدف الحقيقي هو الحد من صلاحيات الوزراء الليتوانيين وصلاحيات الهيتمان جان سافيا وأمين الخزانة بينيديكت سافيا.